# Slavomír Galbavý
Slavomír Galbavý (* 8. prosince 1968) je bývalý český fotbalista, útočník.

## Fotbalová kariéra
V československé lize hrál za Slavia Praha. Nastoupil v 5 ligových utkáních. Ve druhé nejvyšší soutěži hrál i za LIAZ Jablonec.

## Ligová bilance
| Ročník                                   | Zápasy | Góly | Klub          |
| ---------------------------------------- | ------ | ---- | ------------- |
| Česká národní fotbalová liga 1984/85     | 2      | 0    | LIAZ Jablonec |
| Česká národní fotbalová liga 1985/86     | 3      | 0    | LIAZ Jablonec |
| 1. československá fotbalová liga 1989/90 | 5      | 0    | Slavia Praha  |
| CELKEM 1. liga                           | 5      | 0    |               |